# Rhaphuma trinalba
Rhaphuma trinalba är en skalbaggsart som beskrevs av Charles Joseph Gahan 1906. Rhaphuma trinalba ingår i släktet Rhaphuma och familjen långhorningar. Inga underarter finns listade i Catalogue of Life.